# Блюз о лучшей жизни
«Блюз о лучшей жизни» (англ. Mo' Better Blues) — кинофильм режиссёра Спайка Ли, вышедший на экраны в 1990 году. Лента принимала участие в конкурсной программе Венецианского кинофестиваля и была удостоена специального упоминания.

## Сюжет
Главный герой фильма Блик Гиллиам с детства играет на трубе. Детское увлечение осталось и во взрослой жизни: он создаёт свою собственную группу-квинтет. Блик вроде бы стал успешным человеком, но несмотря на это у него куча проблем. Он никак не может решить — какая из двух его девушек является той единственной, с которой можно связать свою жизнь? И как назло, к тому же усиливается конкуренция между Бликом и саксофонистом Шэдоу, которая может привести к распаду группы…

## В ролях
- Дензел Вашингтон — Блик Гиллиам
- Спайк Ли — «Верзила»
- Уэсли Снайпс — саксофонист Шэдоу Хендерсон
- Джанкарло Эспозито — пианист Лэси «Левша»
- Робин Харрис — комик Баттербин Джонс
- Джои Ли — Индиго Даунс
- Билл Нанн — басист Боттом Хаммер
- Джон Туртурро — Мо Флэтбуш
- Дик Энтони Уильямс — Уильямс
- Синда Уильямс — Кларк Бентанкур
- Николас Туртурро — Джош Флэтбуш
- Сэмюэл Л. Джексон — Мэдлок